# منتزه بحيرة توديا الإقليمي
منتزه بحيرة توديا الإقليمي هو عبارة عن حديقة إقليمية تقع في كولومبيا البريطانية، كندا. تبلغ مساحة الحديقة حوالي 56 كم جنوب ماكنزي، كولومبيا البريطانية على الطريق السريع 97.
يقع منتزه بحيرة توديا الإقليمي على الشاطئ الجنوبي لبحيرة تودياه بين الطريق السريع ونهر باك، ويوفر أنشطة ترفيهية موجهة نحو البحيرة والنهر، فضلاً عن مكان للتخييم والتنزه. تعتبر التلال المغطاة بالغابات المحيطة ببحيرة تودياه من سمات المناظر الطبيعية في هضبة نيتشاكو. 
تختلف التضاريس داخل هذه الحديقة بشكل طفيف حيث تتراوح الارتفاعات من حوالي 686 مترًا إلى 672 مترًا عند البحيرة. تقع بحيرة تودياه على حدود المنتزه الشمالي، ونهر باك وذراع من المياه الراكدة على الحدود الغربية، كما يتواجد بير كريك بالقرب من الحدود الشرقية.
تتميز بحيرة توديا بمصايد الأسماك الترفيهية حيث يعتبر سلمون قوس قزح ودوللي فاردن من أشهر الأنواع بالبحيرة. 